# Pilot Point (Texas)
Pilot Point is een plaats (city) in de Amerikaanse staat Texas, en valt bestuurlijk gezien onder Denton County. De kerk van de Nazarener werd hier in 1908 opgericht.

## Demografie
Bij de volkstelling in 2000 werd het aantal inwoners vastgesteld op 3538.
In 2006 is het aantal inwoners door het United States Census Bureau geschat op 4196, een stijging van 658 (18,6%).

## Geografie
Volgens het United States Census Bureau beslaat de plaats een oppervlakte van
7,9 km², geheel bestaande uit land. Pilot Point ligt op ongeveer 220 m boven zeeniveau.

## Plaatsen in de nabije omgeving
De onderstaande figuur toont nabijgelegen plaatsen in een straal van 20 km rond Pilot Point.